# 福井三郎 (奈良県の政治家)
福井 三郎（ふくい さぶろう、1869年7月29日（明治2年6月21日）- 1924年（大正13年）4月19日）は、明治から大正期の実業家、政治家。衆議院議員、奈良県北葛城郡高田町長。

## 経歴
大和国葛下郡疋田村（奈良県葛下郡新庄村、北葛城郡新庄村、新庄町大字疋田を経て現葛城市疋田）で生まれた。1879年（明治12年）新庄村立小学校を卒業。田中右章から漢籍を学び、さらに五十川三武郎の塾に入った。1897年（明治30年）東京法学院（英吉利法律学校後身、現中央大学）で法政学を1年間学んだ。
1894年（明治27年）新庄村会議員となる。1907年（明治40年）5月、高田町会議員に選出され4期在任。同年9月、奈良県会議員に当選し、同参事会員も務めた。
1912年（明治45年）5月の第11回衆議院議員総選挙で奈良県郡部から立憲国民党所属で立候補して次点で落選。1915年（大正4年）3月、第12回総選挙で立憲同志会所属で出馬して当選し、衆議院議員に1期在任した。この間、衆議院懲罰委員などを務めた。第13回総選挙では憲政会所属で立候補したが落選した。
1923年（大正12年）9月、高田町長に就任した。
実業界では、1895年（明治28年）高田製糸が設立され取締役に就任。1904年（明治37年）高田米穀取引所理事となり、1912年（大正元年）11月、同理事長に就任。1919年（大正8年）8月、高田町で開催された奈良県物産共進会の協賛会長となる。同年12月、信貴生駒電気鉄道（信貴生駒電鉄）取締役社長に就任した。